# Hisham ibn Abd al-Malik
Hisham ibn Abd al-Malik, född 691, död 743, var en umayyadisk kalif som regerade från 723 till sin död.
Det kalifat Hisham ärvde av sin bror Yazid II var fyllt med problem. Hisham visade sig dock vara en god administratör och under sin långa regeringstid stärkte han den umayyadiska makten och effektiviserade styret. Han återupptog också de reformer som påbörjats av Umar bin Abd al-Aziz.
Liksom sin bror al-Walid I var Hisham en konstens beskyddare och genom att låta bygga fler skolor och ombesörja översättningen av många viktiga litterära och vetenskapliga skrifter till arabiska understödde han också bildningsnivå i imperiet. Han införde en mer strikt tolkning av sharia och såg också till att den tillämpades även inom den umayyadiska släkten, vilket kan vara förklaringen till att han var mer framgångsrik än sin bror Yazid.
På den militära fronten kunde Hashim återta de umayyadiska provinserna i Indien genom att skicka trupper som gjorde slut på det hinduiska upproret i Sind under Jai Singh. I Spanien fick han slut på de konstanta interna oroligheterna. Han skickade en stor armé till Frankrike men hans inledande framgångar slutade med ett förkrossande nederlag mot Karl Martell i slaget vid Poitiers 732. Ett berberuppror i Nordafrika slutade med 100 000-tals döda upprorsmän och gjorde slut på de berbiska upproren under lång tid. Hisham slog även ned en revolt lett av Husayn bin Alis sönsöner genom att besegra Zayd bin Alis armé.
Trots Hishams framgångar växte abbasidernas makt och under hans tid byggde de upp starka fästen i Khorasan och Irak. 
Hisham efterträddes av Al-Walid II.

## Galleri

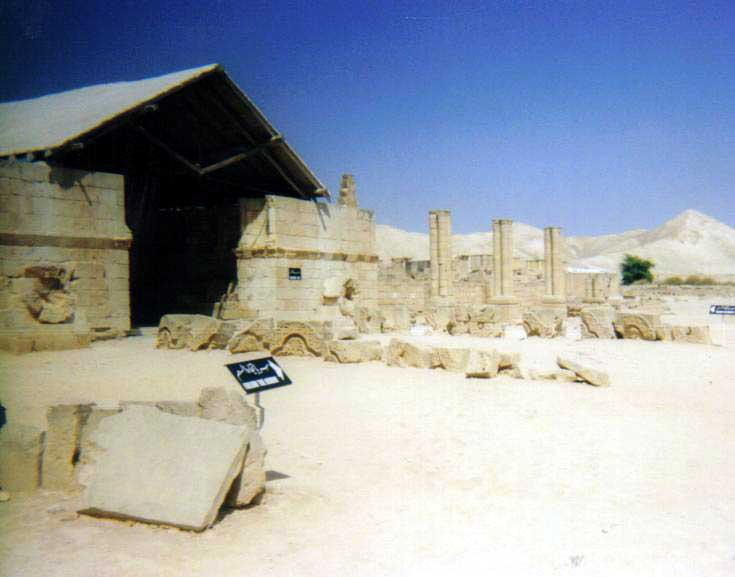
Arkeologiska lämningar av Khirbat al-Mafjar uppfört till Hishams ära, strax norr om det nutida Jeriko.
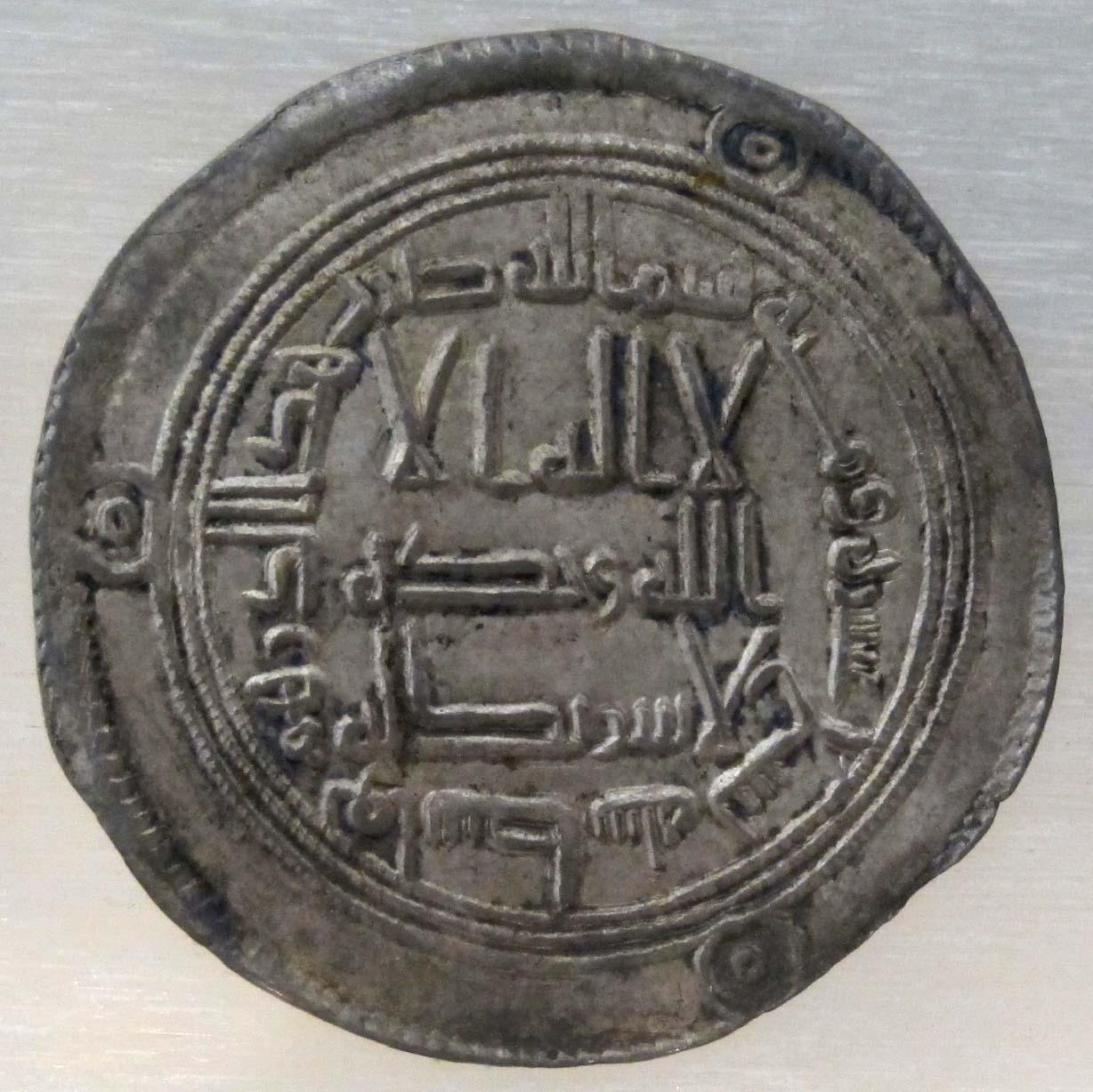